# لیگ قهرمانان کونکاکاف ۲۰۲۲
لیگ قهرمانان کونکاکاف ۲۰۲۲ (که به طور رسمی با نام لیگ قهرمانان کونکاکاف اسکوشیابانک ۲۰۲۲ شناخته می‌شود) چهاردهمین دوره لیگ قهرمانان کونکاکاف با نام فعلی و به طور کلی پنجاه و هفتمین دوره از مسابقات برتر باشگاهی فوتبال بود که توسط کونکاکاف، نهاد حاکم منطقه‌ای آمریکای شمالی، آمریکای مرکزی و کارائیب برگزار شد.
مونتری مدافع عنوان قهرمانی بود اما به این مسابقات راه نیافت و نتوانست از عنوان خود دفاع کند. تیم آمریکایی سیاتل ساندرز اولین عنوان قهرمانی خود در لیگ قهرمانان کونکاکاف را با شکست دادن باشگاه مکزیکی اونام با نتیجه ۵–۲ در فینال به دست آورد. بدین ترتیب ساندرز اولین تیم از لیگ برتر فوتبال شد که عنوان قهرمانی را تحت فرمت فعلی خود به دست آورد. این اولین بار از جام قهرمانان کونکاکاف ۲۰۰۵ بود که یک تیم غیر مکزیکی جام قهرمانان یا لیگ قهرمانان را برد و اولین بار از سال ۲۰۰۰ بود که یک تیم آمریکایی جام یا لیگ قهرمانان را برد.

## تیم‌ها
۱۶ تیم زیر (از هفت فدراسیون) به این مسابقات راه یافتند.
- منطقه آمریکای شمالی: ۱۰ تیم (از سه فدراسیون)
- منطقه آمریکای مرکزی: ۵ تیم (از سه فدراسیون)، که همگی از طریق لیگ کونکاکاف ۲۰۲۰ به این مسابقات راه یافته‌اند.
- منطقه کارائیب: ۱ تیم (از یک فدراسیون)، که از طریق جام باشگاه‌های کارائیب ۲۰۲۱ به این مسابقات راه یافته است.

در جدول زیر، تعداد حضورها، آخرین حضور و بهترین نتیجه قبلی، فقط آن‌هایی که در دوره لیگ قهرمانان کونکاکاف از فصل ۰۹–۲۰۰۸ شروع شده‌اند، در نظر گرفته می‌شوند (و آن‌هایی که در دوره جام قهرمانان از سال ۱۹۶۲ تا ۲۰۰۸ بوده‌اند، در نظر گرفته نمی‌شوند).
| فدراسیون                      | تیم              | نحوه راه‌یابی                                                                                                  | حضور (آخرین)     | بهترین نتیجه (آخرین)    |
| ----------------------------- | ---------------- | --- | ---------------- | ----------------------- |
| مکزیک (۴ سهمیه)               | لئون             | قهرمان جام نگهبانان ۲۰۲۰                                                                                      | چهارمین (۲۰۲۱)   | یک‌هشتم نهایی (۲۰۲۱)     |
| مکزیک (۴ سهمیه)               | کروز آزول        | قهرمان جام نگهبانان ۲۰۲۱                                                                                      | هشتمین (۲۰۲۱)    | قهرمانی (۱۴–۲۰۱۳)       |
| مکزیک (۴ سهمیه)               | اونام            | نایب قهرمان جام نگهبانان ۲۰۲۰                                                                                 | پنجمین (۱۷–۲۰۱۶) | نیمه نهایی (۱۲–۲۰۱۱)    |
| مکزیک (۴ سهمیه)               | سانتوس لاگونا    | نایب قهرمان جام نگهبانان ۲۰۲۱                                                                                 | هفتمین (۲۰۱۹)    | نایب قهرمانی (۱۳–۲۰۱۲)  |
| ایالات متحده آمریکا (۴ سهمیه) | نیویورک سیتی     | قهرمان جام ام‌ال‌اس ۲۰۲۱                                                                                        | دومین (۲۰۲۰)     | یک‌چهارم نهایی (۲۰۲۰)    |
| ایالات متحده آمریکا (۴ سهمیه) | نیوانگلند رولوشن | قهرمان ساپورترز شیلد ۲۰۲۱                                                                                     | دومین (۰۹–۲۰۰۸)  | مرحله مقدماتی (۰۹–۲۰۰۸) |
| ایالات متحده آمریکا (۴ سهمیه) | کلرادو رپیدز     | قهرمان فصل عادی کنفرانس غرب ام‌ال‌اس ۲۰۲۱                                                                       | سومین (۲۰۱۸)     | یک‌هشتم نهایی (۲۰۱۸)     |
| ایالات متحده آمریکا (۴ سهمیه) | سیاتل ساندرز     | باشگاه برتر ساکن در ایالات متحده (بر اساس رکورد فصل عادی ام‌ال‌اس ۲۰۲۱) که هنوز واجد شرایط نشده است.[نکته ا.م.] | هفتمین (۲۰۲۰)    | نیمه نهایی (۱۳–۲۰۱۲)    |
| کانادا (۱ سهمیه)              | مونترال          | قهرمان مسابقات قهرمانی کانادا ۲۰۲۱                                                                            | پنجمین (۲۰۲۰)    | نایب قهرمانی (۱۵–۲۰۱۴)  |
| هائیتی (سهمیه کارائیب)        | کاوالی           | قهرمان جام باشگاه‌های کارائیب ۲۰۲۱                                                                             | اولین            | اولین                   |

| فدراسیون  | تیم               | نحوه راه‌یابی                                                              | حضور (آخرین)  | بهترین نتیجه (آخرین)    |
| --------- | ----------------- | ------------------------------------------------------------------------- | ------------- | ----------------------- |
| گواتمالا  | کامیونیکیشنس      | قهرمان لیگ کونکاکاف ۲۰۲۱ (رتبه اول)                                       | هفتمین (۲۰۲۰) | یک‌چهارم نهایی (۱۰–۲۰۰۹) |
| گواتمالا  | گواستاتویا        | تیم بازنده نیمه نهایی لیگ کونکاکاف ۲۰۲۱ با رکورد بدتر (رتبه چهارم)        | دومین (۲۰۱۹)  | یک‌هشتم نهایی (۲۰۱۹)     |
| هندوراس   | موتاگوا           | نایب قهرمان لیگ کونکاکاف ۲۰۲۱ (رتبه دوم)                                  | ششمین (۲۰۲۰)  | یک‌هشتم نهایی (۲۰۲۰)     |
| کانادا    | فورج              | تیم بازنده نیمه نهایی لیگ کونکاکاف ۲۰۲۱ با رکورد بهتر (رتبه سوم)          | اولین         | اولین                   |
| کاستاریکا | ساپریسا           | تیم بازنده یک‌چهارم نهایی لیگ کونکاکاف ۲۰۲۱ با رکورد بهتر (رتبه پنجم)      | دهمین (۲۰۲۱)  | نیمه نهایی (۱۱–۲۰۱۰)    |
| کاستاریکا | سانتوس ده گواپیلس | تیم بازنده یک‌چهارم نهایی لیگ کونکاکاف ۲۰۲۱ با دومین رکورد بهتر (رتبه ششم) | اولین         | اولین                   |

نکات
1. ^ ایالات متحده: جام یو اس اوپن ۲۰۲۱ به دلیل دنیاگیری کووید-۱۹ در ایالات متحده لغو شد. فدراسیون فوتبال ایالات متحده اعلام کرد که سهمیه به باشگاهی با بالاترین رتبه در لیگ سطح اول ایالات متحده (بر اساس رکورد فصل عادی ام‌ال‌اس ۲۰۲۱) که هنوز واجد شرایط نشده است، اعطا خواهد شد. سیاتل ساندرز این سهمیه را دریافت کرد.[۴]

## قرعه کشی
قرعه کشی لیگ قهرمانان کونکاکاف ۲۰۲۲ در تاریخ ۱۵ دسامبر ۲۰۲۱ در دفتر مرکزی کونکاکاف در میامی، فلوریدا، ایالات متحده برگزار شد.
قرعه کشی، هر مسابقه در مرحله یک‌هشتم نهایی (شماره ۱ تا ۸) بین یک تیم از گلدان ۱ و یک تیم از گلدان ۲ را که هر کدام شامل هشت تیم بودند، تعیین می‌کرد. «گلدان‌های جایگاه نمودار» (گلدان A و گلدان B) شامل جایگاه‌های نمودار شماره ۱ تا ۸ مربوط به هر مسابقه بودند. به تیم‌های گلدان ۱، یک جایگاه نمودار از گلدان A و به تیم‌های گلدان ۲، یک جایگاه نمودار از گلدان B اختصاص داده شد. تیم‌های یک انجمن نمی‌توانستند در مرحله یک‌هشتم نهایی در مقابل یکدیگر قرار بگیرند، به جز تیم‌های «وایلدکارد» که جایگزین تیمی از انجمن دیگر می‌شدند.
سیدبندی تیم‌ها بر اساس شاخص جدید باشگاه‌های کونکاکاف انجام شد. شاخص باشگاه‌های کونکاکاف، به جای رتبه‌بندی هر تیم، بر اساس عملکرد درون زمین تیم‌هایی بود که در پنج دوره قبلی لیگ قهرمانان کونکاکاف، سهمیه‌های واجد شرایط مربوطه را اشغال کرده بودند. کونکاکاف برای تعیین کل امتیازات اعطا شده به یک سهمیه در هر دوره از لیگ قهرمانان کونکاکاف، از فرمول زیر استفاده کرد:
| امتیاز برای | حضور | برد | تساوی | صعود به مرحله بعد | قهرمانی |
| ----------- | ---- | --- | ----- | ----------------- | ------- |
| امتیاز برای | ۴    | ۳   | ۱     | ۱                 | ۲       |

جایگاه‌ها طبق قوانین زیر تعیین شدند:
- برای تیم‌های آمریکای شمالی، ۹ تیم بر اساس معیارهای تعیین‌شده توسط انجمن خود (مثلاً قهرمان مسابقات، نایب قهرمان، قهرمان جام) واجد شرایط شدند و در نتیجه برای هر تیم یک جایگاه اختصاصی (مثلاً MEX۱، MEX۲) در نظر گرفته شد. اگر تیمی از کانادا از طریق لیگ کونکاکاف واجد شرایط شود، در داخل انجمن خود رتبه‌بندی می‌شود و در نتیجه یک جایگاه اختصاصی (مثلاً CAN۲) برای آنها در نظر گرفته می‌شود.
- برای تیم‌های آمریکای مرکزی، آنها از طریق لیگ کونکاکاف واجد شرایط می‌شوند و بر اساس رتبه‌بندی لیگ کونکاکاف خود در هر انجمن رتبه‌بندی می‌شوند و در نتیجه یک جایگاه اختصاصی (مثلاً CRC۱، CRC۲) برای هر تیم در نظر گرفته می‌شود.
- برای تیم‌های کارائیب، به قهرمان جام باشگاه‌های کارائیب کونکاکاف جایگاه قهرمان کارائیب (مثلاً CCC۱) اختصاص داده می‌شود. اگر تیم‌های کارائیب از طریق لیگ کونکاکاف واجد شرایط شوند، بر اساس رتبه‌بندی لیگ کونکاکاف خود در هر انجمن رتبه‌بندی می‌شوند و در نتیجه یک جایگاه اختصاصی (مثلاً JAM۱، SUR۱) برای هر تیم در نظر گرفته می‌شود.

۱۶ تیم به شرح زیر در گلدان‌ها توزیع شدند:
| گلدان   | رتبه | سهمیه | ۱۷–۲۰۱۶ | ۲۰۱۸ | ۲۰۱۹ | ۲۰۲۰ | ۲۰۲۱ | مجموع | تیم               |
| ------- | ---- | ----- | ------- | ---- | ---- | ---- | ---- | ----- | ----------------- |
| گلدان ۱ | ۱    | MEX2  | ۳۰      | ۲۵   | ۲۱   | ۲۴   | ۱۶   | ۱۱۶   | کروز آزول         |
| گلدان ۱ | ۲    | MEX1  | ۲۷      | ۱۲   | ۲۰   | ۱۱   | ۲۸   | ۹۸    | لئون              |
| گلدان ۱ | ۳    | MEX3  | ۱۵      | ۱۷   | ۲۶   | ۱۱   | ۲۰   | ۸۹    | اونام             |
| گلدان ۱ | ۴    | USA3  | ۲۰      | ۱۷   | ۱۱   | ۱۱   | ۱۰   | ۶۹    | کلرادو رپیدز      |
| گلدان ۱ | ۵    | USA2  | ۱۴      | ۷    | ۱۵   | ۱۶   | ۱۶   | ۶۸    | نیوانگلند رولوشن  |
| گلدان ۱ | ۶    | CAN1  | ۲۲      | ۲۱   | ۵    | ۱۰   | ۹    | ۶۷    | مونترال           |
| گلدان ۱ | ۷    | USA1  | ۱۱      | ۱۱   | ۱۱   | ۶    | ۱۲   | ۵۱    | نیویورک سیتی      |
| گلدان ۱ | ۸    | USA4  | ۸       | ۵    | ۱۱   | ۱۲   | ۱۲   | ۴۸    | سیاتل ساندرز      |
| گلدان ۲ | ۹    | MEX4  | ۱۰      | ۹    | ۴    | ۷    | ۵    | ۳۵    | سانتوس لاگونا     |
| گلدان ۲ | ۱۰   | CRC2  | ۱۴      | ۵    | ۷    | ۴    | ۴    | ۳۴    | سانتوس ده گواپیلس |
| گلدان ۲ | ۱۱   | HON1  | ۱۱      | ۵    | ۴    | ۵    | ۷    | ۳۲    | موتاگوا           |
| گلدان ۲ | ۱۲   | CRC1  | ۸       | ۵    | ۷    | ۶    | ۴    | ۳۰    | ساپریسا           |
| گلدان ۲ | ۱۳   | CCC1  | ۵       | ۴    | ۴    | ۴    | ۴    | ۲۱    | کاوالی            |
| گلدان ۲ | ۱۴   | GUA1  | ۹       | ۰    | ۴    | ۶    | ۰    | ۱۹    | کامیونیکیشنس      |
| گلدان ۲ | ۱۵   | GUA2  | ۶       | ۰    | ۰    | ۰    | ۰    | ۶     | گواستاتویا        |
| گلدان ۲ | ۱۶   | CAN2  | ۰       | ۰    | ۰    | ۰    | ۰    | ۰     | فورج              |

## فرمت
در لیگ قهرمانان کونکاکاف، ۱۶ تیم در یک تورنمنت تک‌حذفی بازی کردند. هر بازی به صورت رفت و برگشت برگزار می‌شد.
- در مرحله یک‌هشتم نهایی، یک‌چهارم نهایی و نیمه نهایی، در صورت نتیجه مساوی پس از بازی برگشت، قانون گل زده در خانه حریف اعمال می‌شود. در صورت تساوی در آن، ضربات پنالتی برای تعیین برنده استفاده خواهد شد.[۹]
- در فینال، قانون گل زده در خانه حریف اعمال نمی‌شود و اگر نتیجه کل بازی پس از بازی برگشت مساوی شود، بازی به وقت اضافه کشیده می‌شود. اگر نتیجه بازی پس از وقت اضافه همچنان مساوی باشد، از ضربات پنالتی برای تعیین برنده استفاده می‌شود.[۹]

## برنامه
تمام مسابقات در روزهای سه‌شنبه، چهارشنبه و پنجشنبه برگزار شد.
| مرحله         | بازی رفت          | بازی برگشت       |
| ------------- | ----------------- | ---------------- |
| یک‌هشتم نهایی  | ۱۵–۱۱۸ فوریه ۲۰۲۲ | ۲۲–۲۴ فوریه ۲۰۲۲ |
| یک‌چهارم نهایی | ۸–۱۰ مارس ۲۰۲۲    | ۱۵–۱۷ مارس ۲۰۲۲  |
| نیمه نهایی    | ۵–۶ آوریل ۲۰۲۲    | ۱۲–۱۳ آوریل ۲۰۲۲ |
| فینال         | ۲۷ آوریل ۲۰۲۲     | ۴ مه ۲۰۲۲        |

## نمودار
|  | یک‌هشتم نهایی      | یک‌هشتم نهایی | یک‌هشتم نهایی | یک‌هشتم نهایی |                     |   | یک‌چهارم نهایی | یک‌چهارم نهایی | یک‌چهارم نهایی | یک‌چهارم نهایی |  |  | نیمه نهایی | نیمه نهایی | نیمه نهایی | نیمه نهایی |  |  | فینال | فینال | فینال | فینال |
|  |                   |              |              |              |                     |   |               |               |               |               |  |  |            |            |            |            |  |  |       |       |       |       |
|  |                   |              |              |              |                     |   |               |               |               |               |  |  |            |            |            |            |  |  |       |       |       |       |
|  |                   |              |              |              |                     |   |               |               |               |               |  |  |            |            |            |            |  |  |       |       |       |       |
|  | کاوالی            | –            | –            | –            |                     |   |               |               |               |               |  |  |            |            |            |            |  |  |       |       |       |       |
|  | کاوالی            | –            | –            | –            |                     |   |               |               |               |               |  |  |            |            |            |            |  |  |       |       |       |       |
|  | نیوانگلند رولوشن  | –            | –            | –            |                     |   |               |               |               |               |  |  |            |            |            |            |  |  |       |       |       |       |
|  | نیوانگلند رولوشن  | –            | –            | –            | نیوانگلند رولوشن    | ۳ | ۰             | ۳(۳)          |               |               |  |  |            |            |            |            |  |  |       |       |       |       |
|  |                   |              |              |              | نیوانگلند رولوشن    | ۳ | ۰             | ۳(۳)          |               |               |  |  |            |            |            |            |  |  |       |       |       |       |
|  |                   | اونام (پ)    | ۰            | ۳            | ۳(۴)                |   |               |               |               |               |  |  |            |            |            |            |  |  |       |       |       |       |
|  | ساپریسا           | اونام (پ)    | ۰            | ۳            | ۳(۴)                | ۲ | ۱             | ۳             |               |               |  |  |            |            |            |            |  |  |       |       |       |       |
|  | ساپریسا           |              |              |              |                     | ۲ | ۱             | ۳             |               |               |  |  |            |            |            |            |  |  |       |       |       |       |
|  | اونام             | ۲            | ۴            | ۶            |                     |   |               |               |               |               |  |  |            |            |            |            |  |  |       |       |       |       |
|  | اونام             | ۲            | ۴            | ۶            | اونام               | ۲ | ۰             | ۲             |               |               |  |  |            |            |            |            |  |  |       |       |       |       |
|  |                   |              |              |              | اونام               | ۲ | ۰             | ۲             |               |               |  |  |            |            |            |            |  |  |       |       |       |       |
|  |                   | کروز آزول    | ۱            | ۰            | ۱                   |   |               |               |               |               |  |  |            |            |            |            |  |  |       |       |       |       |
|  | فورج              | کروز آزول    | ۱            | ۰            | ۱                   | ۰ | ۱             | ۱             |               |               |  |  |            |            |            |            |  |  |       |       |       |       |
|  | فورج              |              |              |              |                     | ۰ | ۱             | ۱             |               |               |  |  |            |            |            |            |  |  |       |       |       |       |
|  | کروز آزول         | ۱            | ۳            | ۴            |                     |   |               |               |               |               |  |  |            |            |            |            |  |  |       |       |       |       |
|  | کروز آزول         | ۱            | ۳            | ۴            | کروز آزول           | ۱ | ۱             | ۲             |               |               |  |  |            |            |            |            |  |  |       |       |       |       |
|  |                   |              |              |              | کروز آزول           | ۱ | ۱             | ۲             |               |               |  |  |            |            |            |            |  |  |       |       |       |       |
|  |                   | مونترال      | ۰            | ۱            | ۱                   |   |               |               |               |               |  |  |            |            |            |            |  |  |       |       |       |       |
|  | سانتوس لاگونا     | مونترال      | ۰            | ۱            | ۱                   | ۱ | ۰             | ۱             |               |               |  |  |            |            |            |            |  |  |       |       |       |       |
|  | سانتوس لاگونا     |              |              |              |                     | ۱ | ۰             | ۱             |               |               |  |  |            |            |            |            |  |  |       |       |       |       |
|  | مونترال           | ۰            | ۳            | ۳            |                     |   |               |               |               |               |  |  |            |            |            |            |  |  |       |       |       |       |
|  | مونترال           | ۰            | ۳            | ۳            | اونام               | ۲ | ۰             | ۲             |               |               |  |  |            |            |            |            |  |  |       |       |       |       |
|  |                   |              |              |              | اونام               | ۲ | ۰             | ۲             |               |               |  |  |            |            |            |            |  |  |       |       |       |       |
|  |                   | سیاتل ساندرز | ۲            | ۳            | ۵                   |   |               |               |               |               |  |  |            |            |            |            |  |  |       |       |       |       |
|  | موتاگوا           | سیاتل ساندرز | ۲            | ۳            | ۵                   | ۰ | ۰             | ۰             |               |               |  |  |            |            |            |            |  |  |       |       |       |       |
|  | موتاگوا           |              |              |              |                     | ۰ | ۰             | ۰             |               |               |  |  |            |            |            |            |  |  |       |       |       |       |
|  | سیاتل ساندرز      | ۰            | ۵            | ۵            |                     |   |               |               |               |               |  |  |            |            |            |            |  |  |       |       |       |       |
|  | سیاتل ساندرز      | ۰            | ۵            | ۵            | سیاتل ساندرز        | ۳ | ۱             | ۴             |               |               |  |  |            |            |            |            |  |  |       |       |       |       |
|  |                   |              |              |              | سیاتل ساندرز        | ۳ | ۱             | ۴             |               |               |  |  |            |            |            |            |  |  |       |       |       |       |
|  |                   | لئون         | ۰            | ۱            | ۱                   |   |               |               |               |               |  |  |            |            |            |            |  |  |       |       |       |       |
|  | گواستاتویا        | لئون         | ۰            | ۱            | ۱                   | ۰ | ۰             | ۰             |               |               |  |  |            |            |            |            |  |  |       |       |       |       |
|  | گواستاتویا        |              |              |              |                     | ۰ | ۰             | ۰             |               |               |  |  |            |            |            |            |  |  |       |       |       |       |
|  | لئون              | ۲            | ۱            | ۳            |                     |   |               |               |               |               |  |  |            |            |            |            |  |  |       |       |       |       |
|  | لئون              | ۲            | ۱            | ۳            | سیاتل ساندرز        | ۳ | ۱             | ۴             |               |               |  |  |            |            |            |            |  |  |       |       |       |       |
|  |                   |              |              |              | سیاتل ساندرز        | ۳ | ۱             | ۴             |               |               |  |  |            |            |            |            |  |  |       |       |       |       |
|  |                   | نیویورک سیتی | ۱            | ۱            | ۲                   |   |               |               |               |               |  |  |            |            |            |            |  |  |       |       |       |       |
|  | سانتوس ده گواپیلس | نیویورک سیتی | ۱            | ۱            | ۲                   | ۰ | ۰             | ۰             |               |               |  |  |            |            |            |            |  |  |       |       |       |       |
|  | سانتوس ده گواپیلس |              |              |              |                     | ۰ | ۰             | ۰             |               |               |  |  |            |            |            |            |  |  |       |       |       |       |
|  | نیویورک سیتی      | ۲            | ۴            | ۶            |                     |   |               |               |               |               |  |  |            |            |            |            |  |  |       |       |       |       |
|  | نیویورک سیتی      | ۲            | ۴            | ۶            | نیویورک سیتی (گ.ز.) | ۳ | ۲             | ۵             |               |               |  |  |            |            |            |            |  |  |       |       |       |       |
|  |                   |              |              |              | نیویورک سیتی (گ.ز.) | ۳ | ۲             | ۵             |               |               |  |  |            |            |            |            |  |  |       |       |       |       |
|  |                   | کامیونیکیشنس | ۱            | ۴            | ۵                   |   |               |               |               |               |  |  |            |            |            |            |  |  |       |       |       |       |
|  | کامیونیکیشنس (پ)  | کامیونیکیشنس | ۱            | ۴            | ۵                   | ۱ | ۰             | ۱ (۴)         |               |               |  |  |            |            |            |            |  |  |       |       |       |       |
|  | کامیونیکیشنس (پ)  |              |              |              |                     | ۱ | ۰             | ۱ (۴)         |               |               |  |  |            |            |            |            |  |  |       |       |       |       |
|  | کلرادو رپیدز      | ۰            | ۱            | ۱ (۳)        |                     |   |               |               |               |               |  |  |            |            |            |            |  |  |       |       |       |       |
|  | کلرادو رپیدز      | ۰            | ۱            | ۱ (۳)        |                     |   |               |               |               |               |  |  |            |            |            |            |  |  |       |       |       |       |

## یک‌هشتم نهایی
در مرحله یک‌هشتم نهایی، مسابقات با قرعه کشی مشخص شد. تیم‌های گلدان ۱ در قرعه کشی، میزبان بازی برگشت بودند.

### خلاصه
بازی‌های رفت در تاریخ ۱۵ تا ۱۷ فوریه و بازی‌های برگشت در تاریخ ۲۲ تا ۲۴ فوریه ۲۰۲۲ برگزار شدند.
| تیم ۱             | نتیجه نهایی | تیم ۲            | بازی رفت | بازی برگشت |
| ----------------- | ----------- | ---------------- | -------- | ---------- |
| گواستاتویا        | ۰–۳         | لئون             | ۰–۲      | ۰–۱        |
| موتاگوا           | ۰–۵         | سیاتل ساندرز     | ۰–۰      | ۰–۵        |
| کامیونیکیشنس      | ۱–۱ (۴–۳ پ) | کلرادو رپیدز     | ۱–۰      | ۰–۱        |
| سانتوس ده گواپیلس | ۰–۶         | نیویورک سیتی     | ۰–۲      | ۰–۴        |
| دپورتیوو ساپریسا  | ۳–۶         | اونام            | ۲–۲      | ۱–۴        |
| کاوالی            | w/o         | نیوانگلند رولوشن | لغو شد   | لغو شد     |
| سانتوس لاگونا     | ۱–۳         | مونترال          | ۱–۰      | ۰–۳        |
| فورج              | ۱–۴         | کروز آزول        | ۰–۱      | ۱–۳        |

### مسابقات
| گواستاتویا | ۰–۲   | لئون                           |
| ---------- | ----- | ------------------------------ |
|            | گزارش | - فرناندز ۲۴' - ا. هرناندز ۳۴' |

| لئون             | ۱–۰   | گواستاتویا |
| ---------------- | ----- | ---------- |
| - ا. هرناندز ۱۱' | گزارش |            |

لئون در مجموع ۳–۰ برنده شد.
| موتاگوا | ۰–۰   | سیاتل ساندرز |
| ------- | ----- | ------------ |
|         | گزارش |              |

| سیاتل ساندرز                                                  | ۵–۰   | موتاگوا |
| ------------------------------------------------------------- | ----- | ------- |
| - لودیرو ۳۳' - رولدان ۴۷' - موریس ۵۶' - رووی ۶۲' - لئو چو ۷۴' | گزارش |         |

سیاتل ساندرز در مجموع ۵–۰ برنده شد.
| کامیونیکیشنس | ۱–۰   | کلرادو رپیدز |
| ------------ | ----- | ------------ |
| اسپینو ۸۹'   | گزارش |              |

| کلرادو رپیدز | ۱–۰   | کامیونیکیشنس |
| ------------ | ----- | ------------ |
| آلوز ۲۹'     | گزارش |              |
| ضربات پنالتی |       |              |
|              | ۳–۴   |              |

۱–۱ در مجموع. کامیونیکیشنس در ضربات پنالتی ۴–۳ برنده شد.
| سانتوس ده گواپیلس | ۰–۲   | نیویورک سیتی                 |
| ----------------- | ----- | ---------------------------- |
|                   | گزارش | - کاستیانوس ۵' (پنالتی)، ۳۰' |

| نیویورک سیتی                                   | ۴–۰   | سانتوس ده گواپیلس |
| ---------------------------------------------- | ----- | ----------------- |
| - مورالس ۳۲' - چانوت ۳۶' - تالیز مگنو ۸۰'، ۸۶' | گزارش |                   |

نیویورک سیتی در مجموع ۶–۰ برنده شد.
| ساپریسا                          | ۲–۲   | اونام                    |
| -------------------------------- | ----- | ------------------------ |
| - ک. بولانوس ۴۵+۳' (پنالتی)، ۷۵' | گزارش | - کوروزو ۲۸' - دیننو ۷۱' |

| اونام                                        | ۴–۱   | ساپریسا        |
| -------------------------------------------- | ----- | -------------- |
| - اورتیز ۱۲' - دیننو ۷۵'، ۸۲' - روژریو ۹۰+۴' | گزارش | ر. بولانوس ۵۱' |

اونام در مجموع ۶–۳ برنده شد.
| کاوالی | لغو شد (w/o) | نیوانگلند رولوشن |
| ------ | ------------ | ---------------- |
|        | گزارش        |                  |

| نیوانگلند رولوشن | لغو شد | کاوالی |
| ---------------- | ------ | ------ |
|                  | گزارش  |        |

پس از انصراف کاوالی از رقابت‌ها در ۱۵ فوریه ۲۰۲۲، نیوانگلند رولوشن به مرحله یک‌چهارم نهایی راه یافت.
| سانتوس لاگونا | ۱–۰   | مونترال |
| ------------- | ----- | ------- |
| - اوسیخو ۸۸'  | گزارش |         |

| مونترال                                | ۳–۰   | سانتوس لاگونا |
| -------------------------------------- | ----- | ------------- |
| - کیوتو ۱۰' - میهیلوویچ ۲۲' - کونه ۶۱' | گزارش |               |

مونترال در مجموع ۳–۱ برنده شد.
| فورج | ۰–۱   | کروز آزول   |
| ---- | ----- | ----------- |
|      | گزارش | - اوترو ۳۰' |

| کروز آزول                           | ۳–۱   | فورج       |
| ----------------------------------- | ----- | ---------- |
| - رومرو ۵' - باکا ۲۱' - اسکوبار ۴۴' | گزارش | شوینیر ۲۶' |

کروز آزول در مجموع ۴–۱ برنده شد.

## یک‌چهارم نهایی
در مرحله یک‌چهارم نهایی، مسابقات به شرح زیر مشخص شدند:
- چ‌ن۱: برنده ه‌ن۱ در مقابل برنده ه‌ن۲
- چ‌ن۲: برنده ه‌ن۳ در مقابل برنده ه‌ن۴
- چ‌ن۳: برنده ه‌ن۵ در مقابل برنده ه‌ن۶
- چ‌ن۴: برنده ه‌ن۷ در مقابل برنده ه‌ن۸

### خلاصه
بازی‌های رفت در تاریخ ۸ تا ۹ مارس و بازی‌های برگشت در تاریخ ۱۵ تا ۱۷ مارس ۲۰۲۲ برگزار شدند.
| تیم ۱            | نتیجه نهایی | تیم ۲        | بازی رفت | بازی برگشت |
| ---------------- | ----------- | ------------ | -------- | ---------- |
| سیاتل ساندرز     | ۴–۱         | لئون         | ۳–۰      | ۱–۱        |
| نیویورک سیتی     | ۵–۵ (گ.ز.)  | کامیونیکیشنس | ۳–۱      | ۲–۴        |
| نیوانگلند رولوشن | ۳–۳ (۳–۴ پ) | اونام        | ۳–۰      | ۰–۳        |
| کروز آزول        | ۲–۱         | مونترال      | ۱–۰      | ۱–۱        |

### مسابقات
| سیاتل ساندرز                                  | ۳–۰   | لئون |
| --------------------------------------------- | ----- | ---- |
| - مونترو ۳۱' (پنالتی)، ۳۹' - جردن موریس ۹۰+۱' | گزارش |      |

| لئون         | ۱–۱   | سیاتل ساندرز          |
| ------------ | ----- | --------------------- |
| امبریز ۹۰+۱' | گزارش | مونترو ۴۵+۳' (پنالتی) |

سیاتل ساندرز در مجموع ۴–۱ برنده شد.
| نیویورک سیتی                               | ۳–۱   | کامیونیکیشنس |
| ------------------------------------------ | ----- | ------------ |
| - کاستیانوس ۲۹' - مورالس ۶۵' - رودریگز ۷۱' | گزارش | گامبوا ۶۰'   |

| کامیونیکیشنس                                               | ۴–۲   | نیویورک سیتی                     |
| ---------------------------------------------------------- | ----- | -------------------------------- |
| - لزکانو ۴۵' - سامایوا ۶۹' - ل. گارسیا ۷۲' - کونتریراس ۸۸' | گزارش | - کاستیانوس ۳۲' - تالیز مگنو ۵۳' |

۵–۵ در مجموع. نیویورک سیتی با گل زده بیشتر در خانه حریف برنده شد.
| نیوانگلند رولوشن              | ۳–۰   | اونام |
| ----------------------------- | ----- | ----- |
| - لتجت ۱۹' - بوکسا ۷۲'، ۹۰+۲' | گزارش |       |

| اونام                          | ۳–۰   | نیوانگلند رولوشن |
| ------------------------------ | ----- | ---------------- |
| - دیننو ۳۳'، ۴۹' - ساوسیدو ۵۹' | گزارش |                  |
| ضربات پنالتی                   |       |                  |
|                                | ۴–۳   |                  |

۳–۳ در مجموع. اونام در ضربات پنالتی ۴–۳ برنده شد.
| کروز آزول  | ۱–۰   | مونترال |
| ---------- | ----- | ------- |
| آنتونا ۲۰' | گزارش |         |

| مونترال    | ۱–۱   | کروز آزول  |
| ---------- | ----- | ---------- |
| کاماچو ۷۹' | گزارش | آنتونا ۴۴' |

کروز آزول در مجموع ۲–۱ برنده شد.

## نیمه نهایی
در مرحله نیمه نهایی، مسابقات به شرح زیر مشخص شدند:
- ن‌ن۱: برنده چ‌ن۱ در مقابل برنده چ‌ن۲
- ن‌ن۲: برنده چ‌ن۳ در مقابل برنده چ‌ن۴تیم‌های راه‌یافته به نیمه نهایی که در مراحل قبلی عملکرد بهتری داشتند، میزبان بازی برگشت بودند.

| رتبه    | تیم          | بازی | برد | مساوی | باخت | گل زده | گل خورده | گل تفاضل | امتیاز | میزبان     |
| ------- | ------------ | ---- | --- | ----- | ---- | ------ | -------- | -------- | ------ | ---------- |
| ۱ (ن‌ن۱) | نیویورک سیتی | ۴    | ۳   | ۰     | ۱    | ۱۱     | ۵        | ۶+       | ۹      | بازی برگشت |
| ۲ (ن‌ن۱) | سیاتل ساندرز | ۴    | ۲   | ۲     | ۰    | ۹      | ۱        | ۸+       | ۸      | بازی رفت   |
|         |              |      |     |       |      |        |          |          |        |            |
| ۱ (ن‌ن۲) | کروز آزول    | ۴    | ۳   | ۱     | ۰    | ۶      | ۲        | ۴+       | ۱۰     | بازی برگشت |
| ۲ (ن‌ن۲) | اونام        | ۴    | ۲   | ۱     | ۱    | ۹      | ۶        | ۳+       | ۷      | بازی رفت   |

### خلاصه
بازی‌های رفت در تاریخ ۵ و ۶ آوریل و بازی‌های برگشت در تاریخ ۱۲ و ۱۳ آوریل ۲۰۲۲ برگزار شدند.
| تیم ۱        | نتیجه نهایی | تیم ۲        | بازی رفت | بازی برگشت |
| ------------ | ----------- | ------------ | -------- | ---------- |
| سیاتل ساندرز | ۴–۲         | نیویورک سیتی | ۳–۱      | ۱–۱        |
| اونام        | ۲–۱         | کروز آزول    | ۲–۱      | ۰–۰        |

### مسابقات
| سیاتل ساندرز                                   | ۳–۱   | نیویورک سیتی      |
| ---------------------------------------------- | ----- | ----------------- |
| - روسناک ۱۶' - موریس ۳۴' - لودیرو ۶۸' (پنالتی) | گزارش | تیاگو آندراده ۲۷' |

| نیویورک سیتی | ۱–۱   | سیاتل ساندرز |
| ------------ | ----- | ------------ |
| رودریگز ۵۱'  | گزارش | رویدیاز ۲۸'  |

سیاتل ساندرز در مجموع ۴–۲ برنده شد.
| اونام            | ۲–۱   | کروز آزول |
| ---------------- | ----- | --------- |
| دیننو ۳۷'، ۴۵+۲' | گزارش | تابو ۸۳'  |

| کروز آزول | ۰–۰   | اونام |
| --------- | ----- | ----- |
|           | گزارش |       |

اونام در مجموع ۲–۱ برنده شد.

## فینال
در فینال (برنده ن‌ن۱ در مقابل برنده ن‌ن۲)، فینالیستی که در مراحل قبلی عملکرد بهتری داشت، میزبان بازی برگشت بود.
| رتبه | تیم          | بازی | برد | مساوی | باخت | گل زده | گل خورده | گل تفاضل | امتیاز | میزبان     |
| ---- | ------------ | ---- | --- | ----- | ---- | ------ | -------- | -------- | ------ | ---------- |
| ۱    | سیاتل ساندرز | ۶    | ۳   | ۳     | ۰    | ۱۳     | ۳        | ۱۰+      | ۱۲     | بازی برگشت |
| ۲    | اونام        | ۶    | ۳   | ۲     | ۱    | ۱۱     | ۷        | ۴+       | ۱۱     | بازی رفت   |

### خلاصه
بازی رفت در تاریخ ۲۷ آوریل و بازی برگشت در تاریخ ۴ مه ۲۰۲۲ برگزار شد. برخلاف دورهای قبلی، قانون گل زده در خانه حریف در دور نهایی اعمال نشد.
| تیم ۱ | نتیجه نهایی | تیم ۲        | بازی رفت | بازی برگشت |
| ----- | ----------- | ------------ | -------- | ---------- |
| اونام | ۲–۵         | سیاتل ساندرز | ۲–۲      | ۰–۳        |

### مسابقات
| اونام                   | ۲–۲   | سیاتل ساندرز                        |
| ----------------------- | ----- | ----------------------------------- |
| دیننو ۳۸' (پنالتی)، ۴۸' | گزارش | لودیرو ۷۷' (پنالتی)، ۹۰+۹' (پنالتی) |

| سیاتل ساندرز                    | ۳–۰   | اونام |
| ------------------------------- | ----- | ----- |
| - رویدیاز ۴۵'، ۸۰' - لودیرو ۸۸' | گزارش |       |

## گلزنان برتر
| رتبه | بازیکن            | باشگاه           | مرحله | مرحله | مرحله | مرحله | مرحله | مرحله | مرحله |    | مجموع گل‌ها |
| رتبه | بازیکن            | باشگاه           | ه‌ن۱   | ه‌ن۲   | چ‌ن۱   | چ‌ن۲   | ن‌ن۱   | ن‌ن۲   | ف۱    | ف۲ | مجموع گل‌ها |
| ---- | ----------------- | ---------------- | ----- | ----- | ----- | ----- | ----- | ----- | ----- | -- | ---------- |
| ۱    | خوان دیننو        | اونام            | ۱     | ۲     |       | ۲     | ۲     |       | ۲     |    | ۹          |
| ۲    | نیکولاس لودیرو    | سیاتل ساندرز     |       | ۱     |       |       | ۱     |       | ۲     | ۱  | ۵          |
| ۳    | والنتین کاستیانوس | نیویورک سیتی     | ۲     |       | ۱     | ۱     |       |       |       |    | ۴          |
| ۴    | تالیز مگنو        | نیویورک سیتی     |       | ۲     |       | ۱     |       |       |       |    | ۳          |
| ۴    | فردی مونترو       | سیاتل ساندرز     |       |       | ۲     | ۱     |       |       |       |    | ۳          |
| ۴    | جردن موریس        | سیاتل ساندرز     |       | ۱     | ۱     |       | ۱     |       |       |    | ۳          |
| ۴    | رائول رویدیاز     | سیاتل ساندرز     |       |       |       |       |       | ۱     |       | ۲  | ۳          |
| ۸    | اوریل آنتونا      | کروز آزول        |       |       | ۱     | ۱     |       |       |       |    | ۲          |
| ۸    | کریستین بولانوس   | ساپریسا          | ۲     |       |       |       |       |       |       |    | ۲          |
| ۸    | آدام بوکسا        | نیوانگلند رولوشن |       |       | ۲     |       |       |       |       |    | ۲          |
| ۸    | الیاس هرناندز     | لئون             | ۱     | ۱     |       |       |       |       |       |    | ۲          |
| ۸    | سانتیاگو رودریگز  | نیویورک سیتی     |       |       | ۱     |       |       | ۱     |       |    | ۲          |

## جوایز
| جایزه                 | بازیکن     | باشگاه       |
| --------------------- | ---------- | ------------ |
| توپ طلایی             | استفان فری | سیاتل ساندرز |
| کفش طلایی             | خوان دیننو | اونام        |
| دستکش طلایی           | استفان فری | سیاتل ساندرز |
| بهترین بازیکن جوان    | تالیز مگنو | نیویورک سیتی |
| جایزه بازی جوانمردانه | —          | سیاتل ساندرز |

| موقعیت | بازیکن         | تیم          |
| ------ | -------------- | ------------ |
| GK     | استفان فری     | سیاتل ساندرز |
| DF     | نوهو تولو      | سیاتل ساندرز |
| DF     | خاویر آرئاگا   | سیاتل ساندرز |
| DF     | آرتورو اورتیز  | اونام        |
| DF     | آلان موزو      | اونام        |
| MF     | جردن موریس     | سیاتل ساندرز |
| MF     | نیکولاس لودیرو | سیاتل ساندرز |
| MF     | کریستین رولدان | سیاتل ساندرز |
| FW     | رائول رویدیاز  | سیاتل ساندرز |
| FW     | تالیز مگنو     | نیویورک سیتی |
| FW     | خوان دیننو     | اونام        |

## نکات
1. 1 2  هر دو مسابقه بین کاوالی و نیوانگلند رولوشن به دلیل انصراف کاوالی از رقابت‌ها لغو شد.[۱۱] تیم نیوانگلند رولوشن با پیروزی آسان به مرحله یک‌چهارم نهایی راه یافت. از آنجایی که رسماً اعلام شد که این مسابقات بدون مسابقه هستند، فقط نتایجی که از مرحله یک‌چهارم نهایی شروع می‌شوند برای سیدبندی در دورهای نیمه نهایی و فینال مسابقاتی که نیوانگلند در آنها شرکت می‌کند، در نظر گرفته خواهند شد.[۱۲]